# Andinobates viridis
Andinobates viridis es una especie de anfibio anuro de la familia Dendrobatidae.

## Distribución geográfica
Esta especie es endémica de Colombia. Se encuentra en los departamentos de Cauca y Valle del Cauca, entre los 100 y 1200 m sobre el nivel del mar en la vertiente occidental de la Cordillera Occidental.

## Descripción
Los machos miden hasta 14 mm y las hembras miden hasta 15 mm.

## Etimología
El nombre de la especie, del latín viridis, significa "verde", y se le dio en referencia a su color.

## Publicación original
- Myers & Daly, 1976: Preliminary evaluation of skin toxins and vocalizations in taxonomic and evolutionary studies of poison-dart frogs (Dendrobatidae). Bulletin of the American Museum of Natural History, vol. 157, p. 173-262[3]